# Eduard Nitschmann
Carl Ernst Eduard Nitschmann (* 17. Mai 1836 in Tilsit; † 5. Juni 1906 in Groß-Lichterfelde) war ein preußischer Generalleutnant.

## Leben
Nitschmann studierte zunächst an der Albertus-Universität Königsberg und wurde 1855 im Corps Littuania aktiv. Am 1. Oktober 1855 trat er als Einjährig-Freiwilliger in das 3. Infanterie-Regiment der Preußischen Armee. Am 1. Oktober 1860 wurde er Sekondeleutnant im 5. Ostpreußischen Infanterie-Regiment (Nr. 41) in Königsberg. Nach Verwendungen im Lehr-Infanterie-Bataillon und als Regimentsadjutant nahm er 1866 als Adjutant der 20. Infanterie-Brigade am Krieg gegen Österreich teil. 1868 wurde er zum Kriegsministerium kommandiert, avancierte 1869 zum Hauptmann und wurde am 12. Oktober 1872 Kompaniechef im Niederrheinischen Füsilier-Regiment Nr. 39 in Düsseldorf. Als Major (seit 1876) wurde er als Adjutant zur 15. Division in Köln kommandiert. Im März 1878 wurde er Bataillonskommandeur im 7. Westfälischen Infanterie-Regiment Nr. 56, 1884 Oberstleutnant beim Stab des 3. Posenschen Infanterie-Regiments Nr. 58 und im gleichen Jahr wieder ins Kriegsministerium kommandiert, wo er die Leitung der Bekleidungsabteilung übernahm.
Nitschmann wurde 1887 Oberst und erhielt am 22. Mai 1889 den Rang und die Gebührnisse eines Brigadekommandeurs. Am 15. Februar 1890 wurde er unter Stellung à la suite des Kriegsministeriums zum Inspekteur der 2. Landwehr-Inspektion ernannt. Vom 1. April 1890 bis zum 15. März 1893 war er als Generalmajor Kommandeur der 8. Infanterie-Brigade in Gnesen. Anschließend wurde er unter Verleihung des Charakters als Generalleutnant mit Pension zur Disposition gestellt.